# Dimensie van een grootheid
De dimensie van een natuurkundige grootheid is een combinatie in de vorm van producten en machten van de dimensies van basisgrootheden, zoals die volgt uit het verband tussen de grootheid en de basisgrootheden. Basisgrootheden zijn onder andere massa, lengte en tijd, en hun dimensies hebben dezelfde benaming.
Dimensieanalyse is een manier om de uitkomst van afleidingen en berekeningen met wetenschappelijke formules te controleren.

## Dimensie van een grootheid
Dimensie is een product van machten (met als exponent een reëel, in de praktijk vrijwel altijd rationaal, getal dat positief, negatief of nul kan zijn) van een vaste set onderling onafhankelijke basisdimensies, zoals massa, lengte, tijd, elektrische lading en temperatuur, respectievelijk aangeduid door {\displaystyle M}, {\displaystyle L}, {\displaystyle T}, {\displaystyle Q} en {\displaystyle \Theta }.
Voorbeelden:
- De grootheid snelheid is de afgeleide van de positie naar de tijd en heeft dus als dimensie "lengte gedeeld door tijd", "lengte per tijdseenheid" of kortweg "lengte per tijd", genoteerd {\displaystyle L/T} of {\displaystyle L\cdot T^{-1}}. Het maakt daarbij niet uit of die snelheid wordt uitgedrukt in meter per seconde of kilometer per uur of welke andere eenheid dan ook.
- Kracht is gedefinieerd als verandering van impuls per tijdseenheid, waarbij impuls het product is van massa en snelheid. De dimensie van kracht is dus {\displaystyle M\!\cdot \!(L/T)(1/T)} of {\displaystyle M\cdot L\cdot T^{-2}}.
- Druk is kracht per oppervlakte-eenheid, en heeft dus als dimensie {\displaystyle (M\cdot L\cdot T^{-2})\cdot L^{-2}} of {\displaystyle M\cdot L^{-1}\cdot T^{-2}}.

Op dezelfde manier verdergaand verkrijgt men deze tabel met de dimensies van grootheden die in de mechanica gebruikt worden:
| Grootheid                   | Symbool    | SI-eenheid       | Dimensie                                  |
| --------------------------- | ---------- | ---------------- | ----------------------------------------- |
| Massa                       | m          | kg               | {\displaystyle M}                         |
| Lengte                      | l, b, h, … | m                | {\displaystyle L}                         |
| Tijd                        | t          | s                | {\displaystyle T}                         |
| Frequentie                  | f          | Hz ( =1/s)       | {\displaystyle T^{-1}}                    |
| Hoeksnelheid                | ω          | 1/s              | {\displaystyle T^{-1}}                    |
| Snelheid                    | v          | m/s              | {\displaystyle L\cdot T^{-1}}             |
| Versnelling                 | a          | m/s²             | {\displaystyle L\cdot T^{-2}}             |
| Impuls                      | p          | m kg/s           | {\displaystyle M\cdot L\cdot T^{-1}}      |
| Dichtheid                   | ρ          | kg/m³            | {\displaystyle M\cdot L^{-3}}             |
| Kracht                      | F          | N ( = kg·m/s²)   | {\displaystyle M\cdot L\cdot T^{-2}}      |
| Energie                     | W          | J ( = m²·kg/s²)  | {\displaystyle M\cdot L^{2}\cdot T^{-2}}  |
| Moment                      | M          | Nm ( = m²·kg/s²) | {\displaystyle M\cdot L^{2}\cdot T^{-2}}  |
| Druk                        | p          | Pa ( = N/m² )    | {\displaystyle M\cdot L^{-1}\cdot T^{-2}} |
| Elasticiteitsmodulus        | E          | N/m²             | {\displaystyle M\cdot L^{-1}\cdot T^{-2}} |
| Energiedichtheid per volume |            | J/m³ ( = N/m² )  | {\displaystyle M\cdot L^{-1}\cdot T^{-2}} |
| Vermogen                    | P          | W ( = m²·kg/s³ ) | {\displaystyle M\cdot L^{2}\cdot T^{-3}}  |
| Dynamische viscositeit      | μ          | N·s/m²           | {\displaystyle M\cdot L^{-1}\cdot T^{-1}} |
| Kinematische viscositeit    | ν          | m²/s             | {\displaystyle L^{2}\cdot T^{-1}}         |
De dimensie van een grootheid wordt soms aangeduid met vierkante haken rond het symbool van die grootheid. Men kan dan bijvoorbeeld voor de dimensie van de grootheid snelheid {\displaystyle v} schrijven:
{\displaystyle [v]=L\cdot T^{-1}}
De notatie wordt echter ook wel gebruikt voor de coherente eenheid, met de notatie {\displaystyle \{v\}} voor de numerieke waarde (het getal zonder de eenheid).
Voor financiële grootheden kan hier nog aan toegevoegd worden de dimensie "geldbedrag". Voorbeelden van afgeleide dimensies zijn bedrag/tijd (inkomen, uitgaven), bedrag/oppervlakte (grondprijs), bedrag/tijd/oppervlakte (kantoorhuur), bedrag/massa (prijs), bedrag/volume (prijs), bedrag/energie (energieprijs), bedrag/lengte (reiskosten), bedrag/temperatuur/tijd (marginale kosten van het in stand houden van een hogere temperatuur in een ruimte), rentepercentage (1/tijd) en grootheden met het bedrag in de noemer, zoals massa/bedrag (hoeveel men kan kopen voor een bepaald bedrag). Het bedrag in iedere valuta zou men een aparte dimensie kunnen noemen, quotiënten zijn wisselkoersen. Bij gekoppelde wisselkoersen of een momentopname kan men "geldbedrag" als één dimensie opvatten.
Alle grootheden moeten minstens betrekking hebben op een intervalschaal. In veel gevallen is een ratioschaal zinvoller en/of gemakkelijker; formules met de temperatuur in kelvin zijn bijvoorbeeld vaak eenvoudiger dan in graden Celsius, tenzij het om temperatuurverschillen gaat, dan maakt het niet uit. Bij tijd is een intervalschaal voldoende omdat men altijd naar tijdsverschillen kijkt (behalve bij formules waarbij de oerknal nuttig is als nulpunt). Bij positie is een intervalschaal ook vaak voldoende omdat men naar positieverschillen kijkt, maar lengte in strikte zin heeft een ratioschaal.
De keuze van de basisdimensies moet zo zijn dat ze onafhankelijk zijn, en samen voldoende. Verder is de keuze enigszins willekeurig. In plaats van lengte kan men ook snelheid nemen, met lengte = snelheid × tijd als afgeleide dimensie. Ook kan men stroomsterkte kiezen in plaats van lading (dit doet het SI-stelsel inderdaad, zie hieronder).

### Dimensies in het SI-stelsel
In het SI-stelsel zijn de basisdimensies:
- L: lengte
- M: massa
- T: tijd
- I: elektrische stroom
- Θ: absolute temperatuur
- N: hoeveelheid stof
- J: lichtsterkte

De dimensie van een grootheid {\displaystyle X} is dus van de vorm:
{\displaystyle [X]=L^{\alpha }\cdot M^{\beta }\cdot T^{\gamma }\cdot I^{\delta }\cdot \Theta ^{\varepsilon }\cdot N^{\eta }\cdot J^{\zeta }}
Met elke dimensie correspondeert een coherente eenheid door overeenkomstige machten te nemen van de basiseenheden, en geen numerieke factor anders dan 1. Iedere waarde van iedere grootheid in het SI-stelsel kan zo worden uitgedrukt in 8 getallen: de numerieke waarde en de 7 exponenten.
De exponenten zijn bijna altijd gehele getallen (dit zou anders zijn als bijvoorbeeld energie, naast massa en tijd, ook een basisdimensie zou zijn, en lengte een daarvan afgeleide dimensie).
De lichtsterkte neemt bij de basisdimensies een aparte plaats in omdat deze afhankelijk is van het menselijk oog, zie ook de candela als ad-hoceenheid. Dit geldt ook voor de hoeveelheid stof, omdat deze betrekking heeft op aantallen.

## Dimensieloze grootheden
Een dimensieloze grootheid is een grootheid waarbij alle exponenten van de dimensie nul zijn. Om in het algemeen over de dimensie van een grootheid of uitdrukking te kunnen spreken wordt dit ook wel "dimensie 1" genoemd.
Een voorbeeld is het reynoldsgetal van een stromend medium:
{\displaystyle \mathrm {Re} ={\frac {\rho \cdot v\cdot L}{\mu }}}
In deze definitie zijn de verschillende grootheden met hun dimensies:
{\displaystyle v}: de karakteristieke snelheid, L·T−1
{\displaystyle L}: de karakteristieke lengte, L
{\displaystyle \rho }: de soortelijke massa (dichtheid, dus massa per volume) van het stromende medium, M·L−3
{\displaystyle \mu }: de dynamische viscositeit van het stromende medium uitgedrukt in Pa·s dus druk × tijd, dit is M·L−1·T−1.
Als men de dimensies van al deze grootheden in de definitie invult, krijgt men als dimensie van de teller:
(M·L−3)·(L·T−1)·L of na vereenvoudiging: M·L−1·T−1
Dit is dezelfde dimensie als die van de noemer, waardoor het geheel dimensieloos is.

## Verband tussen grootheden
Bepaalde berekeningen met grootheden zijn mogelijk (quantity calculus). Vermenigvuldiging en deling van grootheden is mogelijk; de dimensies worden dan overeenkomstig vermenigvuldigd en gedeeld. Een grootheid kan tot een dimensieloze macht worden verheven; dit gebeurt overeenkomstig voor de dimensie. Formules, zinvolle vergelijkingen en ongelijkheden komen alleen voor met aan beide zijden uitdrukkingen van dezelfde dimensie (of nul, een waarde die elke dimensie kan hebben). Een optelling of aftrekking komt alleen voor met termen van dezelfde dimensie, met als resultaat een grootheid van dezelfde dimensie. Differentiëren en integreren als limieten van de genoemde bewerkingen zijn ook mogelijk. Dit geldt ook voor andere wiskundige bewerkingen die op de genoemde zijn gebaseerd zoals het nemen van het maximum of minimum, het gemiddelde, de mediaan, enz. Andere wiskundige bewerkingen worden alleen toegepast op dimensieloze grootheden.
Als bij controle van een mogelijk geldende formule blijkt dat niet aan het bovenstaande is voldaan kan men dus concluderen dat deze niet correct is, en bij het opstellen van een potentiële formule kan het bovenstaande een leidraad zijn.

### Een voorbeeld
Einsteins beroemde formule {\displaystyle E=mc^{2}} geeft een verband tussen energie {\displaystyle E} enerzijds en anderzijds het product van de massa {\displaystyle m} en het kwadraat van de lichtsnelheid {\displaystyle c}. Controle of beide kanten dezelfde dimensie hebben:
- De dimensie van energie is (zie tabel hierboven) M·L2·T−2;
- Massa {\displaystyle m} heeft dimensie M;
- De lichtsnelheid {\displaystyle c} heeft dimensie L·T−1;
- De term {\displaystyle mc^{2}} heeft dus als dimensie M·L2T−2, wat ook de dimensie van energie is.

### Coördinaten en basisvectoren
Als een vector wordt geschreven als lineaire combinatie van basisvectoren en de basisvectoren worden beschouwd als vectoren uit dezelfde vectorruimte dan hebben ze dezelfde dimensie als alle vectoren in de ruimte en zijn de coördinaten dus dimensieloos. Anderzijds is bijvoorbeeld de formule voor lengte als wortel van de som van de kwadraten van de coördinaten alleen kloppend als de coördinaten dezelfde dimensie hebben als de vectoren; impliciet zijn dan de basisvectoren dimensieloos.

## Eenheden
Een eenheid (bijvoorbeeld een natuurkundige eenheid) voor een bepaalde dimensie is een standaardvoorbeeld van een grootheid met die dimensie, waar de andere waarden in worden uitgedrukt. Bij elke basisdimensie wordt een standaardeenheid gedefinieerd, zie bijvoorbeeld SI-basiseenheid. Bij een afgeleide dimensie hoort dan ook een standaardeenheid (coherente afgeleide eenheid), door overeenkomstige machten te nemen van de standaardeenheden voor de basisdimensies. Het is wel zo dat bijvoorbeeld omwentelingen per seconde, het aantal atoomkernen dat per seconde radioactief vervalt, en radialen per seconde dezelfde dimensie 1/tijd hebben en dus dezelfde standaardeenheid 1/s; hier wordt als eenheid respectievelijk Hz, Bq (becquerel) en rad/s gebruikt, zodat uit bijvoorbeeld "23 Hz" al duidelijk is wat wordt bedoeld, zonder naar de tekst "frequentie" of het symbool {\displaystyle \nu } te kijken.
Bij een formule zoals F = m a hoeft slechts uitgelegd te worden dat het gaat om kracht, massa en versnelling. De eenheden hoeven niet vermeld te worden (al is dat soms wel nuttig ter verduidelijking, en als geheugensteuntje): het geldt altijd, als de eenheden maar onderling coherent zijn, en dus in het bijzonder als het de standaardeenheden zijn. Om de numerieke waarde aan te duiden kan men bijvoorbeeld "de massa in kg" of "m/kg" schrijven.
Bij toepassing van een formule is het strikt genomen voldoende te rekenen met alleen de numerieke waarden op basis van de standaardeenheden: als wordt ingevuld {\displaystyle m=2} (voor een massa van 2 kg) en {\displaystyle a=3} (voor een versnelling van 3 m/s²) dan volgt uit de uitkomst 6 dat {\displaystyle F=6} newton, omdat de standaardeenheden respectievelijk kg, m/s² en newton zijn. Het kan echter nuttig zijn als extra controle te rekenen (ook in eventuele tussenstappen) met de complete waarden van de grootheden, inclusief eenheden (bij deze kleine formule is er nauwelijks onderscheid, maar bij een grotere formule wel).
Merk op dat voor twee grootheden soms verschillende eenheden worden gebruikt, hoewel die eenheden uitgedrukt in basiseenheden gelijk zijn, zoals bij het tweetal J en Nm (waarbij Nm wel ook voor energie wordt gebruikt, maar J niet voor moment), en het tweetal Pa en J/m³. In het laatste geval moet men er rekening mee houden dat bijvoorbeeld de kinetische energie per volume-eenheid van de moleculen van een ideaal gas (met stilstaand massamiddelpunt) anderhalfmaal de druk is, dus hoewel Pa en J/m³ uitgedrukt in basiseenheden gelijk zijn, zou men als men hierbij druk als maat voor energiedichtheid zou gebruiken of omgekeerd, rekening moeten houden met de factor 1,5.

## Dimensieanalyse
Dimensieanalyse is een hulpmiddel bij het opstellen van een formule voor het verband tussen fysische grootheden. Als voorbeeld kunnen we de kracht veroorzaakt door turbulente wrijving nemen; deze kracht (dimensie {\displaystyle MLT^{-2}}) blijkt afhankelijk van de oppervlakte {\displaystyle A} met dimensie {\displaystyle L^{2}}, de dichtheid van het medium {\displaystyle [\rho ]}, dimensie {\displaystyle ML^{-3}} en de snelheid {\displaystyle v}, dimensie {\displaystyle LT^{-1}}:
{\displaystyle [F]\sim [\rho ]^{x}\cdot [A]^{y}\cdot [v]^{z}}
De dimensies in de vergelijking kloppen bij de juiste keuze van de exponenten {\displaystyle x}, {\displaystyle y} en {\displaystyle z}, namelijk respectievelijk 1, 1 en 2:
{\displaystyle [F]\sim [\rho ]\cdot [A]\cdot [v]^{2}=ML^{-3}\cdot L^{2}\cdot L^{2}T^{-2}=MLT^{-2}}
Een algemene methode om dimensieanalyse uit te voeren is de Buckingham-π-methode.

### Beperkingen
Dimensieanalyse geeft geen volledig inzicht in de fysische betekenis van een grootheid.
De dimensie Nm (kracht maal lengte) kan bijvoorbeeld zowel energie als moment betekenen. Is de lengte een verplaatsing, dan is het
inwendig product van de krachtvector en de verplaatsingsvector een energie (dimensie Nm, scalair). Is de lengte een arm van een kracht (denk aan een hefboom), dan is het uitwendig product van de krachtvector en de armvector een moment (dimensie eveneens Nm, maar een vector).